# Wilhelm Siegenthaler
Wilhelm Siegenthaler fue un deportista suizo que compitió en remo. Ganó siete medallas en el Campeonato Europeo de Remo entre los años 1924 y 1927.

## Palmarés internacional
| Campeonato Europeo | Campeonato Europeo     | Campeonato Europeo | Campeonato Europeo |
| Año                | Lugar                  | Medalla            | Prueba             |
| ------------------ | ---------------------- | ------------------ | ------------------ |
| 1924               | Lucerna (Suiza)        | Medalla de oro     | Dos sin timonel    |
| 1925               | Praga (Checoslovaquia) | Medalla de oro     | Dos sin timonel    |
| 1925               | Praga (Checoslovaquia) | Medalla de oro     | Dos con timonel    |
| 1926               | Lucerna (Suiza)        | Medalla de oro     | Dos sin timonel    |
| 1926               | Lucerna (Suiza)        | Medalla de oro     | Cuatro sin timonel |
| 1927               | Como (Italia)          | Medalla de plata   | Dos sin timonel    |
| 1927               | Como (Italia)          | Medalla de plata   | Ocho con timonel   |